# Coker, Alabama
Coker là một thị trấn thuộc quận Tuscaloosa, tiểu bang Alabama, Hoa Kỳ. Dân số năm 2009 là 819 người, mật độ đạt 156 người/km².